# Ndonga

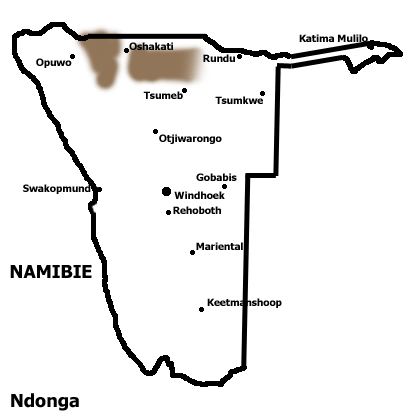
Verspreidingsgebied Ndonga in Namibië

Ndonga of Oshindonga is een Bantoetaal die wordt gesproken in het noorden van Namibië door een groot deel van de Owambo bevolkingsgroep. De taal wordt in Namibië door bijna een half miljoen mensen gesproken. Ndonga wordt ook gesproken in het zuiden van Angola door meer dan een kwart miljoen mensen. 
De in de regio Omusati gesproken talen Ngandyera (of Oshingandyera), Eunda en Kwaludhi worden ook wel geclassificeerd als dialecten van Ndonga. 
Ndonga is nauw verwant aan andere in Noord-Namibië gesproken talen zoals Kwanyama en Kwambi. Gangbare namen voor de taalgroep gesproken in het gebied dat bekendstaat als Owamboland zijn Oshiwambo en Owambo.
Ndonga bestaat ook als schrijftaal en wordt op scholen in Noord-Namibië onderwezen. Een deel van het landelijke dagblad The Namibian verschijnt in het Ndonga.